# Kortedalakyrkan

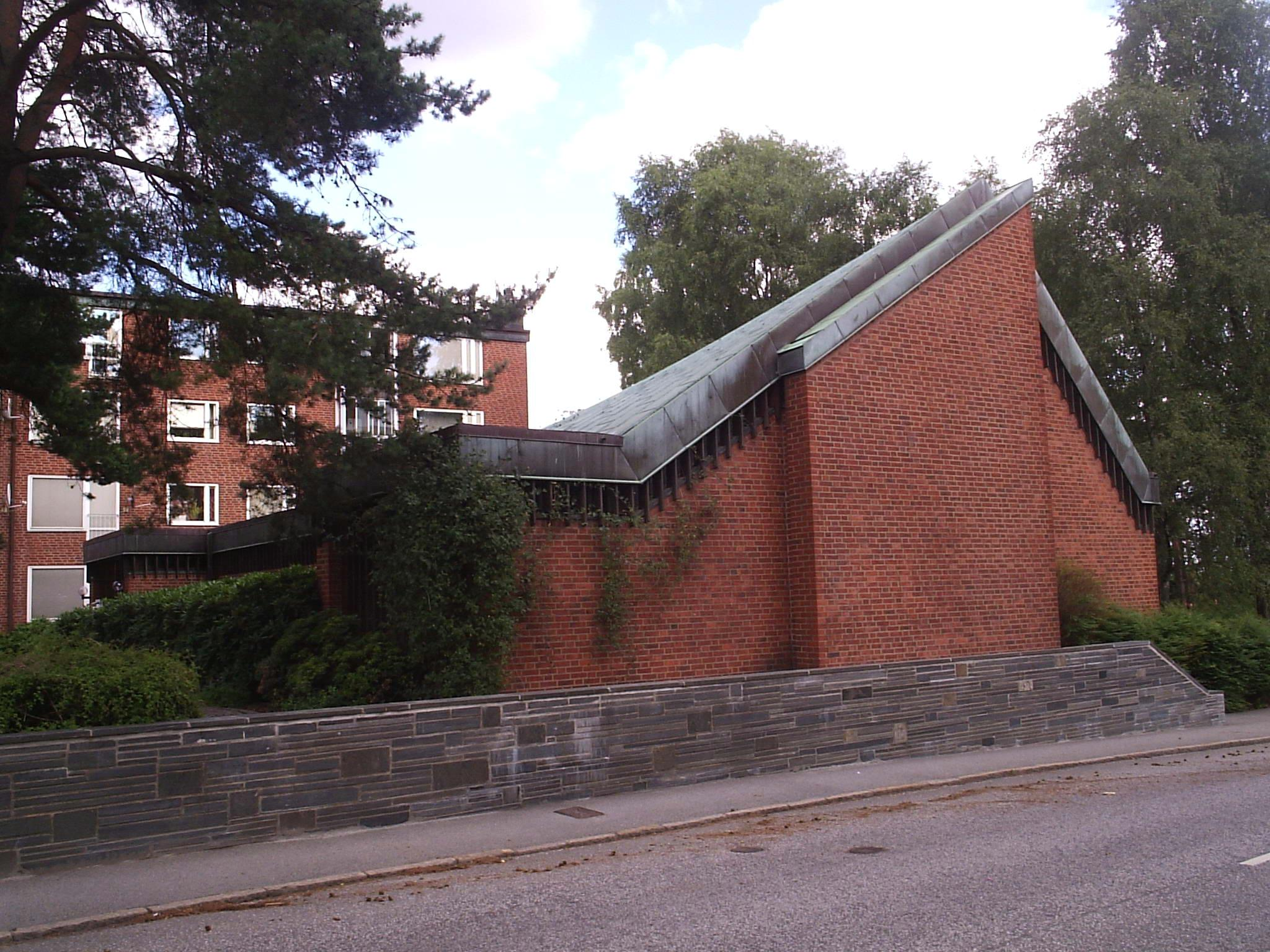
Kortedalakyrkan, 2006.

Kortedalakyrkan är en församling inom Equmeniakyrkan. Kyrkan ligger nära Kortedala torg i nordöstra Göteborg.

## Kyrkobyggnaden
Församlingen bildades 1957. Kyrkobyggnaden uppfördes 1960 under ledning av byggmästare Lennart Wallenstam efter ritningar av arkitekterna Rune Lund och Alf Valentin. Kyrkan har en stomme av betong och har väggar täckta med rött fasadtegel. Kyrkorummet täcks av ett sadeltak i betong konstruerat av professor Gunnar Kärrholm.